# Als je weggaat
Als je weggaat (niederländisch für „Wenn du gehst“) ist ein Lied des niederländischen Sängers Vader Abraham, das im Oktober 1978 erschien. Im Folgejahr 1979 nahm er das Lied unter dem Titel Kleine Fische werden groß in deutscher Sprache auf.

## Entstehung und Veröffentlichung
Getextet, komponiert und produziert wurde das Lied vom Interpreten selbst, unter seinem bürgerlichen Namen Pierre Kartner. Bei der deutschsprachigen Fassung Kleine Fische werden groß bekam er Unterstützung durch Subtexter Günther Behrle.
Die Erstveröffentlichung von Als je weggaat erfolgte als Single am 7. Oktober 1978 bei Elf Provinciën. Diese erschien als 7″-Single mit der B-Seite Nathalie (Katalognummer: Elf 65.152-G). Im Folgejahr erschien Kleine Fische werden groß als Single bei Philips Records. Diese erschien als 7″-Single mit der B-Seite So wird es immer sein (Katalognummer: 6003 737).

## Inhalt
Als je weggaat handelt von der Vergänglichkeit und vom Flüggewerden der eigenen Kinder, die im Liedtext als „kleine Fische“ bezeichnet werden. 

## Chartplatzierungen
| ChartsChartplatzierungen  | Höchstplatzierung | Wochen |
| ------------------------- | ----------------- | ------ |
| Niederlande (Media Markt) | 34 (3 Wo.)        | 3      |

## Coverversionen
Die deutsche Version Kleine Fische werden groß wurde im Laufe der Jahre von namhaften Interpreten interpretiert, so von Eberhard und Stefanie Hertel (1996), Anita & Alexandra Hofmann (2007) und Tony Marshall (2018).